# 노르웨이의 숲 (영화)
"노르웨이의 숲"은 2010년에 개봉한 대한민국의 영화이다.

## 캐스팅
- 정경호 : 창욱 역
- 박인수 : 중래 역
- 지서윤 : 명숙 역
- 유지현 : 선화 역
- 조명연 : 효섭 역
- 박주환 : 문호 역
- 권태진 : 헌준 역
- 송현진 : 경수 역
- 도균 : 재훈 역
- 정선아 : 선영 역
- 홍정옥 : 효섭 모 역
- 김소영 : 경수 처 역
- 노을 : 경수자 역
- 맹윤희 : 라디오DJ 역